# Copa Ciudad de Santiago 1996
La Copa Ciudad de Santiago 1996 fue la tercera edición del torneo amistoso de fútbol Copa Ciudad de Santiago. Se celebró en Santiago de Chile entre el 3 y el 17 de febrero de 1996 y los equipos participantes fueron Universidad Católica, Universidad de Chile, Defensor Sporting y Ferrocarril Oeste.
Si bien los equipos chilenos disputaron un partido menos debido a que el torneo ya estaba definido, Universidad Católica obtuvo una amplia ventaja sobre sus competidores, destacando el contundente 3-0 a su favor en el Clásico Universitario.

## Datos de los equipos participantes
| Equipo               | Calidad                                                        |
| -------------------- | -------------------------------------------------------------- |
| Universidad de Chile | Anfitrión y campeón de la Primera División de Chile 1995       |
| Universidad Católica | Anfitrión y subcampeón de la Primera División de Chile 1995    |
| Defensor Sporting    | Invitado y cuarto lugar de la Primera División de Uruguay 1995 |
| Ferrocarril Oeste    | Invitado y decimoséptimo en el Torneo de Apertura 1995         |

## Sistema de competición
En las citas anteriores también participaron cuatro equipos, pero no se enfrentaron bajo el formato de esta edición. Los torneos de 1980 y 1993 se jugaron por eliminación directa, mientras que en 1996 se disputó una liguilla bajo el Sistema de todos contra todos en dos ruedas para determinar el campeón.

## Resultados
3 de febrero
| Equipo local         | Equipo visitante  | Marcador |
| -------------------- | ----------------- | -------- |
| Universidad Católica | Ferrocarril Oeste | 2-1      |
| Universidad de Chile | Defensor Sporting | 0-0      |

7 de febrero
| Equipo local         | Equipo visitante  | Marcador |
| -------------------- | ----------------- | -------- |
| Universidad Católica | Defensor Sporting | 1-0      |
| Universidad de Chile | Ferrocarril Oeste | 2-1      |

10 de febrero
| Equipo local         | Equipo visitante     | Marcador |
| -------------------- | -------------------- | -------- |
| Defensor Sporting    | Ferrocarril Oeste    | 0-0      |
| Universidad de Chile | Universidad Católica | 0-3      |

13 de febrero
| Equipo local         | Equipo visitante  | Marcador |
| -------------------- | ----------------- | -------- |
| Universidad Católica | Ferrocarril Oeste | 2-2      |
| Universidad de Chile | Defensor Sporting | 1-2      |

15 de febrero
| Equipo local         | Equipo visitante  | Marcador |
| -------------------- | ----------------- | -------- |
| Universidad de Chile | Ferrocarril Oeste | 1-2      |
| Universidad Católica | Defensor Sporting | 1-1      |

17 de febrero
| Equipo local      | Equipo visitante  | Marcador |
| ----------------- | ----------------- | -------- |
| Ferrocarril Oeste | Defensor Sporting | 1-1      |

## Clasificación final
| Equipo               | Pts | PJ | PG | PE | PP | GF | GC | Dif |
| -------------------- | --- | -- | -- | -- | -- | -- | -- | --- |
| Universidad Católica | 11  | 5  | 3  | 2  | 0  | 9  | 4  | 5   |
| Defensor Sporting    | 7   | 6  | 1  | 4  | 1  | 4  | 4  | 0   |
| Ferrocarril Oeste    | 6   | 6  | 1  | 3  | 2  | 7  | 8  | -1  |
| Universidad de Chile | 4   | 5  | 1  | 1  | 3  | 4  | 8  | -4  |

| Chile                        |
| Campeón Universidad Católica |